# Валтер фон Шюпф
Валтер фон Шюпф (на немски: Walter von Schüpf; * пр. 1144; † сл. 1157) е благородник от Шюпф (днес в Боксберг) на река Шюпфбах в Баден-Вюртемберг по времето на управлението на крал Конрад III (1138 – 1152).

## Произход
Той е син на фон Шюпф и брат на Конрадус Приз (* пр. 1138; † сл. 1146). Синовете му стават „имперски шенкове“ (lat. pincerna), които отговарят за винарската изба.

## Деца
Валтер фон Шюпф има шест деца.
- Конрад Колбо фон Шюпф, Шенк фон Клингенберг (* пр. 1152; † сл. 1185), има три сина:
  - Валтер II Шенк фон Шюпф († сл. 1218), женен за Ирментруд фон Боланден († сл. 1256)
  - Конрад Шенк фон Клингенберг († сл. 1244), женен за Кунигунда († 1244)
  - Беренгар Шенк фон Шюпф-Ротинген († сл. 1220), женен за фон Зулце
- Зигфрид фон Шюпф († сл. 1152)
- Беренгар Колб фон Нойкастел († сл. 1181)
- Фридрих Колбо († сл. 18 септември 1189), каноник в Ансбах, капитулар във Вюрцбург
- Лудвиг Колб фон Тиф († сл. 1173/1175)
- дете фон Шюпф, женено за де Тиф